# کامالا سوهونی
کامالا سوهونی (انگلیسی: Kamala Sohonie؛ زاده ۱۸ ژوئن ۱۹۱۲ – درگذشته ۲۸ ژوئن ۱۹۹۸) یک دانشمند در زمینه زیست‌شیمی اهل هند بود.